# Colli Bolognesi Pignoletto Zola Predosa
Il Colli Bolognesi Pignoletto Zola Predosa era una tipologia del vino DOC Colli Bolognesi, in seguito abrogata.